# Munneurycope murrayi
Munneurycope murrayi là một loài chân đều trong họ Munnopsidae. Loài này được Walker miêu tả khoa học năm 1903.